# Cather (krater)
Cather är en nedslagskrater med en diameter på 24 kilometer, på planeten Venus. Cather har fått sitt namn efter den amerikanska författarinnan Willa Cather.